# Corbès
Corbès (occitanska: Corbés) är en kommun i departementet Gard i regionen Occitanien i södra Frankrike. Kommunen ligger i kantonen Saint-Jean-du-Gard som tillhör arrondissementet Alès. År 2022 hade Corbès 156 invånare.

## Befolkningsutveckling
Antalet invånare i kommunen Corbès
Referens:INSEE